# Zdjęcie fitosocjologiczne

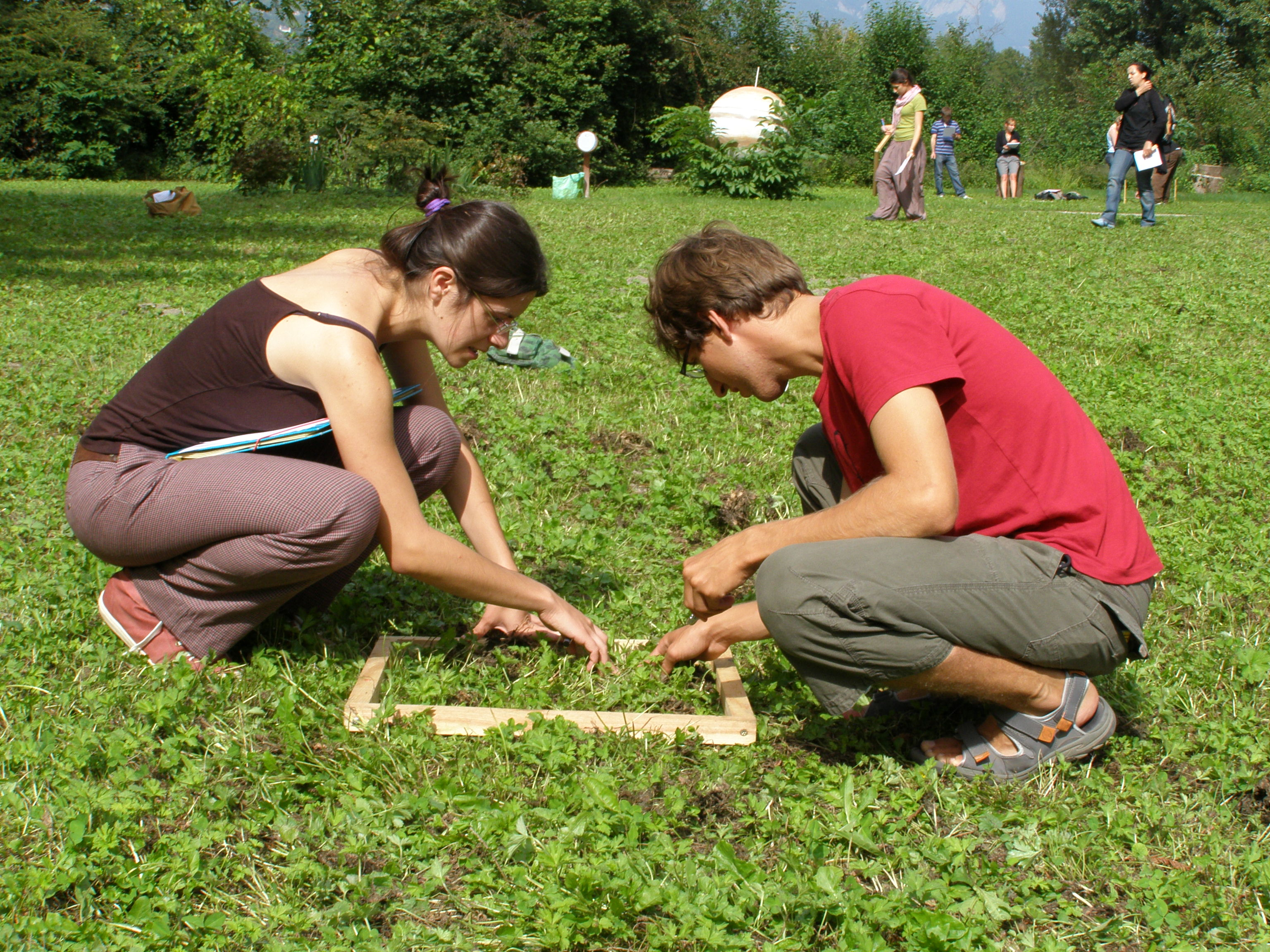
Wykonywanie zdjęcia fitosocjologicznego

Zdjęcie fitosocjologiczne – zgodny ze schematem opis badanego płatu roślinności służący do scharakteryzowania zbiorowiska roślinnego. 
Zdjęcie fitosocjologiczne powinno zawierać: lokalizację płatu, datę wykonania zdjęcia, charakterystykę siedliska, pokrycie z uwzględnieniem warstwowości, powierzchnię, spis gatunków, stopień ilościowości, towarzyskość. Dodatkowo mogą też być podane: stany rozwojowe roślin, mapy rozmieszczenia gatunków, przekroje i inne elementy.